# سودجان
سودجان شهری ساحلی در شهرستان شهرکرد از توابع استان چهارمحال و بختیاری است که در کرانه زاینده‌رود قرار دارد و فاصله آن با مرکز استان 60 کیلومتر است اهالی این شهر به زبان ترکی سخن می‌کنند.

## جمعیت
بر پایه سرشماری عمومی نفوس و مسکن در سال ۱۳۹۵ جمعیت این شهر ۵۵۸۱ نفر (در ۱۶۵۸ خانوار) بوده است.
از این شهر خانوارهای زیادی مهاجرت کرده‌اند و به همین دلیل جمعیت این شهر نسبت به سال‌های گذشته کمتر شده است. (جمعیت در سال۱۳۷۰ حدوداً ۶۰۰۰ نفر بوده است). اکنون شغل بیشتر اهالی دامپروری و دامداری است.

## مردم‌شناسی
همه مردم  شهر سودجان به زبان  ترکی تکلم میکنند که متشکل از ترکی قشقایی  ونیز ترکی آذری  است مذهب مردم  این شهرشیعه اثنی عشری  میباشد هم اینک  سودجان جزء شهرهای مذهبی و عالم پرور در استان شناخته میشود  که  روحانیون بلند مرتبه ای که در این شهر پرورش یافته اند و طلابی که هم اینک در حوزه های علمیه سراسر ایران مشغول تحصیل هستند و هیئات مذهبی متعدد و گرامیداشت ائمه در مراسمات مذهبی علی الخصوص محرم با شکوه این شهر گواهی بر این مدعاست